# Азовець (табір)
«Азовець» — дитячий табір воєнізованого та національно-патріотичного спрямування для молоді від 8 до 16 років під проводом бригади НГУ «Азов». Критикується через надмірну мілітаризацію та порівнюється з Гітлер'югендом, однак члени організації заперечують зв'язок з неонацизмом.

## Діяльність
Табір займається підготовкою дітей до війни з територіальними утвореннями  «ЛНР» та «ДНР». Наприклад, там навчають битви ножем, рукопашного бою, тактичної медицини, робити марш-броски та оборонятися, загалом військовим дисциплінам та прививанням патріотизму за допомогою лекцій та тренінгів. Також, часто використовуються позивні замість справжніх імен дітей.
Також дітей у таборі вчать збирати та розбирати бойові Автомати Калашникова. Таким чином, було зафіксовано як 9 річна вихованиця під позивним «Киця» здійснює та коментує розбір автомата.
Зранку з дітей, одягнених у камуфляж, формується шеренга та виконується молитва українського націоналіста. Дітям видають дерев'яні муляжі автоматів, при цьому Степан Головко, куратор юнацького корпусу зазначає:  «Автомати не має імено такого прямого, ну, підтексту як, ну, що це зброя. Вони постійно з ним ходять, тобто, вони там постійно там сплять з ним чи ще щось, тобто, головне — не загубити. Це виховує у них відповідальність!».
Програма підготовки практично не відрізняється від дорослої.

## Контроверсійність
Організація піддається критиці зі звинуваченнями у неонацизмі. Зокрема, видання Foreign Policy зазначає, що у таборі співають пісні про «смерть росіянам». Попри це, представники заперечують неонацистські погляди та зауважують, що одну з вихованок «прилюдно покарали» за те, що вона намалювала свастику в щоденнику.
Також, 24 Каналом було зафіксовано татуювання бунчужного Дмитра під позивним «Бурік» у вигляді нацистського символу «Чорне сонце»